# Pedro Mendes (football, 1990)
Pour les articles homonymes, voir Pedro Mendes et Mendès.
Pedro Filipe Teodósio Mendes, né le 1er octobre 1990 à Neuchâtel, en Suisse, est un footballeur international portugais qui évolue au poste de défenseur central.

## Biographie
Formé au Sporting Portugal, il est prêté au Real Massama en 2009 où il joue 22 matchs en D3, au Servette FC en 2010 où il joue 15 matchs en D2 puis au Real Madrid Castilla en 2011 où il joue 23 matchs (1 but) en D3 et remporte le championnat.
Il joue son premier match avec le Real Madrid le 7 décembre 2011 contre l'Ajax d'Amsterdam en Ligue des champions.
Le 27 janvier 2013, récompensant ses prestations avec l'équipe B, il dispute son premier match en Liga Zon Sagres avec le Sporting contre le Vitória Sport Clube en remplaçant Khalid Boulahrouz à la mi-temps de la rencontre. La presse portugaise reconnaît une prestation positive, le quotidien sportif national Record lui accordant notamment une note de 3 sur 5 ainsi qu'une "première positive". Il est titulaire lors des deux journées de championnat suivantes.
Il est titulaire en sélection nationale avec l'équipe du Portugal espoirs entre 2010 et 2012.
Le 6 juillet 2015, il signe un contrat de quatre ans avec le Stade rennais.

### Montpellier HSC
Après deux saisons au Stade rennais, il s'engage le 18 juillet 2017 au Montpellier HSC. Il devient rapidement un cadre de l'équipe, disputant 34 et 31 rencontres lors de ses deux premières saisons. Moins utilisé les deux saisons suivantes, il se blesse gravement au genou face au LOSC, le 16 avril 2021. De retour en championnat le 21 mai 2022 face à Angers, Pedro Mendes rechute et va ensuite enchaîner les pepins physiques. Il ne rejouera en Ligue 1 qu'un an après, le 9 avril 2023 où il rentre en fin de match contre Toulouse.

### Retour au Portugal
Libre de tout contrat après 6 saisons passées au MHSC, Pedro Mendes s’engage avec l’Estrela da Amadora, club promu en première division portugaise. Il retrouve ainsi son pays natal, 10 ans après avoir quitté le Sporting.

### En sélection
Il participe à sa première sélection en équipe nationale le 14 octobre 2018, en remplaçant Sérgio Oliveira à la 56e minute lors d'un match amical contre l'Écosse (victoire 3 buts à 1).

## Statistiques
Le tableau suivant détaille les statistiques de Pedro Mendes durant sa carrière professionnelle.
| Saison                | Club                        | Championnat           | Championnat | Championnat | Coupe nationale | Coupe nationale | Coupe de la Ligue | Coupe de la Ligue | Compétition(s) continentale(s) | Compétition(s) continentale(s) | Compétition(s) continentale(s) | Total | Total |
| Saison                | Club                        | Division              | M.          | B.          | M.              | B.              | M.                | B.                | Comp.                          | M.                             | B.                             | M.    | B.    |
| 2009-2010             | Real SC (prêt)              | D3                    | 22          | 1           | 2               | -               | -                 | -                 | -                              | -                              | -                              | 24    | 1     |
| 2010-2011             | Servette FC (prêt)          | D2                    | 15          | -           | 1               | -               | -                 | -                 | -                              | -                              | -                              | 16    | 0     |
| 2011-2012             | Real Madrid (prêt)          | D1                    | -           | -           | -               | -               | -                 | -                 | C1                             | 1                              | 0                              | 1     | 0     |
| 2011-2012             | Real Madrid Castilla (prêt) | D3                    | 23          | 1           | -               | -               | -                 | -                 | -                              | -                              | -                              | 23    | 1     |
| 2012-2013             | Sporting CP                 | D1                    | 3           | -           | -               | -               | -                 | -                 | -                              | -                              | -                              | 3     | 0     |
| Sous-total            | Sous-total                  | Sous-total            | 3           | 0           | 0               | 0               | 0                 | 0                 | -                              | 0                              | 0                              | 3     | 0     |
| 2013-2014             | Parme FC                    | D1                    | 6           | -           | 2               | -               | -                 | -                 | -                              | -                              | -                              | 8     | 0     |
| 2013-2014             | US Sassuolo (prêt)          | D1                    | 9           | -           | -               | -               | -                 | -                 | -                              | -                              | -                              | 9     | 0     |
| 2014-2015             | Parme FC                    | D1                    | 22          | -           | 2               | -               | -                 | -                 | -                              | -                              | -                              | 24    | 0     |
| Sous-total            | Sous-total                  | Sous-total            | 28          | 0           | 4               | 0               | 0                 | 0                 | -                              | 0                              | 0                              | 32    | 0     |
| 2015-2016             | Stade rennais FC            | Ligue 1               | 9           | -           | -               | -               | 1                 | -                 | -                              | -                              | -                              | 10    | 0     |
| 2016-2017             | Stade rennais FC            | Ligue 1               | 19          | -           | 1               | -               | -                 | -                 | -                              | -                              | -                              | 20    | 0     |
| Sous-total            | Sous-total                  | Sous-total            | 28          | 0           | 1               | 0               | 1                 | 0                 | -                              | 0                              | 0                              | 30    | 0     |
| 2017-2018             | Montpellier HSC             | Ligue 1               | 34          | 2           | 3               | -               | 2                 | -                 | -                              | -                              | -                              | 39    | 2     |
| 2018-2019             | Montpellier HSC             | Ligue 1               | 31          | 1           | -               | -               | 1                 | -                 | -                              | -                              | -                              | 32    | 1     |
| 2019-2020             | Montpellier HSC             | Ligue 1               | 16          | 1           | -               | -               | 2                 | -                 | -                              | -                              | -                              | 18    | 1     |
| 2020-2021             | Montpellier HSC             | Ligue 1               | 16          | 1           | -               | -               | -                 | -                 | -                              | -                              | -                              | 16    | 1     |
| Sous-total            | Sous-total                  | Sous-total            | 97          | 5           | 3               | 0               | 5                 | 0                 | -                              | 0                              | 0                              | 105   | 5     |
| Total sur la carrière | Total sur la carrière       | Total sur la carrière | 225         | 7           | 11              | -               | 6                 | 0                 | -                              | 1                              | 0                              | 243   | 7     |

## Palmarès
- Real Madrid Castilla
  - Segunda División B : 2011-2012

- Vainqueur de la ligue des nations avec le Portugal en 2019